# Непълноценен брак
„Непълноценен брак“ (на немски: Die unvollkommene Ehe) е австрийска комедия от 1959 година на режисьора Роберт Щемле с участието на Паула Весели, Йохана Матц и Йоханес Хестерс.

## В ролите
- Паула Весели като доктор Винифред Лерт
- Йохана Матц като Сузи, дъщерята на доктор Лерт
- Йоханес Хестерс като професор Паул Лерт
- Дитмар Шьонхер като Ролф Бекмайер, писателя
- Фриц Шулц като Ернст Фиала, офис-мениджъра
- Гудрун Шмидт като Йели Бал, актрисата
- Фридл Чепа като Хани, икономката
- Карл Хакенберг като Макс Шнак, либретиста
- Раул Ретцер като Карл Линегер, кондуктора в трамвая